# Lucien Carr
Lucien Carr (Nueva York, 1 de marzo de 1925-Washington D. C., 28 de enero de 2005) fue un periodista estadounidense, figura central de los escritores de la Generación beat, y más tarde editor para United Press International.
En los años 1940, Carr fue compañero de cuarto de Allen Ginsberg (1926-1997) en la Universidad de Columbia, y conoció a Jack Kerouac (1922-1969) a través de Edie Parker (quien en ese entonces era novia de Jack). Les presentó a William S. Burroughs (1914-1997), a quien había conocido en San Luis (Misuri).
En 1944, Lucien Carr apuñaló a su amigo David Kammerer hasta matarlo en un altercado, y se declaró culpable argumentando que fue en defensa propia, explicando cómo se deshizo del cuerpo en el río Hudson. Carr había conocido a Kammerer en Saint Louis, y Carr declaró en la corte que Kammerer lo había acosado en una obsesión homosexual. Carr fue sentenciado a veinte años en prisión por homicidio, pero solo cumplió dos años en la correccional Elmira, en Nueva York.
Jack Kerouac fue arrestado por ser considerado cómplice, y se fijó una fianza por 2500 dólares.
Kerouac convenció a Edie Parker de ayudarle a salir bajo fianza, prometiendo casarse con ella. Edie lo hizo, y se casaron. El matrimonio fue anulado un año después.
En la obra de Jack Kerouac The Town and the City, Carr es representado por el personaje de Kenneth Wood, y una representación más literal de los sucesos aparece en Vanity of Duluoz.
En 1946 ―después de su estancia en prisión―, Carr fue contratado como empleado para sacar copias en la agencia United Press. Más tarde empezó a trabajar como periodista. En 1956 se convirtió en el editor de noticias nocturnas y siguió avanzando en su carrera hasta convertirse en presidente del despacho general de noticias, hasta su retiro en 1993.
Carr maltrató a su mujer e hijos, incluso después del divorcio, cuando su hijo Caleb tenía ocho años.
Después de una larga batalla contra un cáncer en los huesos, Lucien Carr murió en el Hospital de la Universidad George Washington tras colapsar en su casa de Washington (DC).
Lucien Carr tuvo tres hijos, uno de ellos el novelista Caleb Carr (1955-2024).